# Fastway
Fastway é uma banda de rock formada em 1983 pelo ex-guitarrista do Motörhead 'Fast' Eddie Clarke com o baixista Pete Way (UFO, Waysted) que deixa a banda antes mesmo das gravações do primeiro álbum.
A banda teve sua canção "Say What You Will" adaptada para a música-tema da série Armação Limitada da Rede Globo.

## Discografia
- Fastway (album)|Fastway (1983) #43 UK, #31 U.S.
- All Fired Up (1984) #59 U.S.
- Waiting for the Roar (1985)
- Trick or Treat (album)|Trick or Treat (soundtrack, 1986) #156 U.S.
- On Target (1988) #135 U.S.
- Bad Bad Girls (1990)
- Say What You Will - Live (1991)
- On Target Reworked (1997)
- The Collection (2001)
- Fastway/All Fired Up remastered (2003)
- Waiting For The Roar remastered (2005)
- Eat Dog Eat (2011)